# Lech Browary Wielkopolski
Lech Browary Wielkopolski — польське пивоварне підприємство, розташоване в місті Познань. Належить концерну «Kompania Piwowarska».

## Історія
Сучасний пивоварний завод у Познані побудований у 1975—1980 рр. У 1984 р. запущено солодовий завод. До 1992 року з іншими півоварнями в Познані входив до Великопольського пивоварного заводу та солодовного заводу, а в 1992 році реорганізований на державну компанію «Lech Browary Wielkopolski SA». У 1993 році Міністерство з питань трансформації власності вирішило приватизувати пивоварню. В результаті тендеру стратегічним акціонером стала компанія «Euro Agro Centrum».
У 1996 році пивоварня перейшла у власність «SABMiller», який у тому ж році придбав «Tyskie Browary Książęce». За три роки обидві пивоварні були об'єднані в групу «Kompania Piwowarska».